# Dan Schreiber
Daniel „Dan“ Schreiber (* 30. Juni 1985 in Troy, Ohio) ist ein US-amerikanischer Pokerspieler und E-Sportler. Er gewann 2007 ein Bracelet bei der Heads-Up Championship der World Series of Poker.

## Werdegang
Schreiber spielte vor seiner Pokerkarriere in Südkorea im Team Hexatron professionell das Echtzeit-Strategiespiel StarCraft.
Er gewann Mitte Juni 2007 die Heads-Up Championship der World Series of Poker (WSOP) im Rio All-Suite Hotel and Casino am Las Vegas Strip. Schreiber sicherte sich eine Siegprämie von rund 425.000 US-Dollar und war damals der fünftjüngste Spieler überhaupt, der ein Bracelet erhielt. Anschließend blieben größere Erfolge in seiner Pokerkarriere aus. Sein bis dato letztes Preisgeld gewann Schreiber im Januar 2015 bei einem WSOP-Circuitturnier in Durant.
Insgesamt hat sich Schreiber mit Poker bei Live-Turnieren rund 700.000 US-Dollar erspielt. Sowohl bei StarCraft als auch auf der Onlinepoker-Plattform PokerStars nutzte er den Nickname rekrul.